# 지바 데쓰야
지바 데쓰야(일본어: ちばてつや, 1939년 1월 11일 ~ )는 일본의 만화가이다. 2005년부터 분세이 예술 대학 교수를 맡고 있으며, 2012년 7월부터는 일본 만화가 협회 이사장을 역임하고 있다. 도쿄부 (도쿄도의 전신) 출신으로, 현재 네리마구에 거주하고 있다. 대표작으로 《내일의 죠》 등이 있다.